# Busby Berkeley
William Berkeley Enos (Los Angeles, 29 november 1895 – Palm Springs, 14 maart 1976) was een Amerikaans regisseur en choreograaf.
Zoals veel andere regisseurs van zijn generatie begon Busby Berkeley zijn carrière als theaterdirecteur. Hij heeft een belangrijke rol gespeeld in het ontstaan van de musicalfilm. Tijdens zijn loopbaan in Hollywood maakte hij van de musical een afzonderlijk filmgenre. Tussen 1935 en 1937 werd hij driemaal genomineerd voor een Oscar.
Hij stierf op 80-jarige leeftijd in zijn woonplaats Palm Springs.

## Filmografie (selectie)
- 1930 - Whoopee!
- 1933 - 42nd Street
- 1933 - Gold Diggers of 1933
- 1933 - Footlight Parade
- 1934 - Lullaby of Broadway
- 1934 - Wonder Bar
- 1936 - Gold Diggers of 1937
- 1938 - Garden of the Moon
- 1938 - Comet Over Broadway
- 1939 - Babes in Arms
- 1939 - They Made Me a Criminal
- 1943 - The Gang's All Here